# 阮有政 (1952年)
阮有政（發音：[ŋwiən˦ˀ˥ hiw˦ˀ˥ t͡ɕajŋ̟˧˦]；1952年10月1日—）是反對越南共產黨一黨專政與越南社會主義共和國政府的越南裔美國人持不同政見者。曾經擔任自由越南臨時政府總理，現任越南民族黨主席。

## 經歷
阮有政出生於南越的越南國平定省符吉縣吉勝社，1975年後南越的越南共和國滅亡隨家人逃亡並入籍美國。
1995年4月30日，自由越南臨時政府成立於美國，阮有政成為創始人之一。之後此組織一直在東南亞的泰國、菲律賓、柬埔寨等國從事反對越南共產黨與越南社會主義共和國的抵抗運動。
2003年，阮有政於美國成立越南民族黨並自任主席。
2008年8月17日，阮有政組織越南民族聯盟。

## 外部連結
- 阮有政的Facebook專頁